# Popillia distigma
Popillia distigma är en skalbaggsart som beskrevs av Ernst Gustav Kraatz 1899. Popillia distigma ingår i släktet Popillia och familjen Rutelidae. Utöver nominatformen finns också underarten P. d. fuelleborni.